# Rebellion R-One
Der Rebellion R-One war ein Le-Mans-Prototyp, der 2013 bei Oreca für Sportwagenrennen entwickelt wurde.

## Entwicklungsgeschichte und Technik
Die Entwicklung des Rebellion R-One brachte eine Neuerung bei Rebellion Racing. Bis dahin griff das Schweizer Rennteam auf Fahrzeuge des britischen Rennwagenbauers Lola zurück. Letzter Wagen dieser Partnerschaft war der Lola B12/60, mit dem das Team Langstreckenrennen ab der Saison 2011 bestritt. Das Chassis baute der französische Hersteller Oreca, der Motor kam zu Beginn von Toyota. Der als RV8KLM bezeichnete 3,4-Liter-Achtzylinder-Motor kam im Toyota TS030 Hybrid zum Einsatz und wurde ohne Hybrid-Technik an Oreca bzw. Rebellion geliefert. Das Triebwerk leistete maximal 391 Kilowatt. Das 7-Gang-Getriebe kam von Xtrac. Nachdem der Liefervertrag zwischen Rebellion und Toyota Motorsport mit dem Ablauf der Rennsaison nicht verlängert wurde, ersetzte das Team den Toyota durch einen 2,4-Liter-Sechszylinder-Reihenmotor von AER, wodurch umfangreiche Umbauten im hinten Teil des Wagens notwendig wurden, um den Motor längs in das Fahrgestell einfügen zu können.
Laut David Floury, dem technischen Direktor von Oreca, gelangen Konstruktion und Bau des R-One in sehr kurzer Zeit.  Dennoch verpasste das Team das erste Saisonrennen der FIA-Langstrecken-Weltmeisterschaft 2014, da die umfassenden Testfahrten noch nicht abgeschlossen waren.

## Renngeschichte
Das Renndebüt gab der R-One beim 6-Stunden-Rennen von Spa-Francorchamps 2014. Nicolas Prost, Nick Heidfeld und Mathias Beche steuerten den Wagen mit der Startnummer 12 an die siebte Stelle der Gesamtwertung. Der Rückstand auf die Gesamtsieger Anthony Davidson, Sébastien Buemi und Nicolas Lapierre im Toyota TS040 Hybrid betrug zehn Runden. Der zweite R-One mit der Startnummer 13, gefahren vom Trio Dominik Kraihamer/Andrea Belicchi/Fabio Leimer fiel nach Elektronikproblemen aus. Die beiden R-One waren 2014 bis zu 6-Stunden-Rennen von Fuji die einzigen Teilnehmer der LMP1-L-Klasse, geschaffen für LMP1-Fahrzeuge ohne Hybrid-Antrieb. Damit waren dem Team der Klassensieg bei den Weltmeisterschaftsläufen sicher, wenn eines der beiden Fahrzeuge ins Ziel kam, was bei jedem Rennen der Fall war.
Dieses Bild änderte sich auch in den folgenden zwei Saisons nicht wesentlich. Nur beim 6-Stunden-Rennen von Shanghai 2016 durchbrach das Team Kolles mit dem CLM P1/01 die Klassensiegdominanz der R-One. Die besten Plätze in einen Gesamtklassement waren die dritten Ränge, die Dominik Kraihamer, Alexandre Imperatori und Mathéo Tuscher bei den 6-Stunden-Rennen von Silverstone- und Spa-Francorchamps 2016 einfuhren.